# Bernardo Guillermo
Bernardo I Guillermo (? - 1118), fue el conde de Cerdaña (1109-1118), y conde de Berga (1094-1118) como Bernardo II.
Hijo de Guillermo Ramón y de Sancha de Barcelona, hija del conde de Barcelona Ramón Berenguer I. Casó con Teresa de Urgel. Heredó el condado de Berga a la muerte de su padre. A la muerte de su hermano Guillermo Jordán heredó el condado de Cerdaña.
En 1111, a la muerte de Bernardo III de Besalú, se opuso a la integración del condado de Besalú en el condado de Barcelona puesto que el condado de Cerdaña tenía como feudo el de Besalú, Fenollet y el de Vallespir. Renunció a favor de su primo hermano y amigo Ramón Berenguer III.
Al morir sin sucesión el condado de Cerdaña se integró en el condado de Barcelona.
| Predecesor: Guillermo II | Conde de Cerdaña y Berga 1094 - 1109 | Sucesor: Ramón Berenguer III |

- Datos: Q4892864